# Tigris (Sternbild)
Der Fluss Tigris (lat. Tigris) ist ein Sternbild des Nordhimmels, das nicht zu den 88 von der Internationalen Astronomischen Union (IAU) anerkannten Sternbildern zählt. In Europa zeigt sich der Tigris im Sommer am Nachthimmel.

## Lage

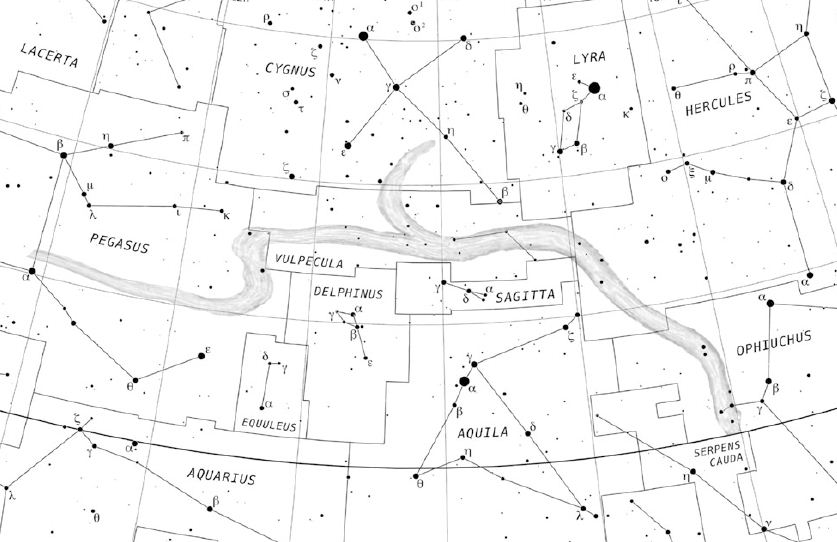
Lage des Sternbildes Tigris in den heutigen Sternbildern

Der Tigris beginnt im Westteil des Sternbild Pegasus, umfasst das gesamte Sternbild Fuchs (Vulpecula) und einige östliche Sterne der Sternbilder Herkules und Schlangenträger.

## Sterne
Der hellsten Sterne der Konstellation sind: 72 Ophiuchi 3,71m, 109 Herculis 3,85m und 1 Pegasi 4,08m. Die restlichen Sterne sind nur sehr lichtschwach, maximal 4,2m Größenklasse, meistens 5m Größenklasse oder schwächer.

## Geschichte
Der Fluss Tigris wurde 1612 vom niederländischen Theologen, Astronom und Kartografen Petrus Plancius auf einen von ihm gefertigten Himmelsglobus dargestellt, als Füllsternbild zwischen Adler, Pegasus, Schwan und Herkules. 
Der himmlische Tigris hat es keinerlei Ähnlichkeit mit dem wahren Flussverlauf des irdischen Flusses Tigris. Wohl deshalb, und auch weil es schon einen Fluss am Himmel gab, wurde der von dem Danziger Astronomen Johannes Hevelius eingeführte Fuchs als Füllsternbild für dieses Sternenareal vorgezogen.

## Sonstiges
Zusätzlich zum mythischen Eridanus nach Ptolemäus, der von Keyser Nil genannt wurde, führte Plancius den Jordan ein und diesen Fluss mutmaßlich als einen der vier Paradiesflüsse.